# 딕슨 마차도
딕슨 재비어 마차도 모레노(Dixon Javier Machado Moreno, 1992년 2월 22일 ~ )는 베네수엘라의 야구 선수이자, 현 메이저 리그 휴스턴 애스트로스의 내야수이다.

## 미국 프로야구 시절
2015년에 디트로이트 타이거스에 입단하였다.

## 한국 프로야구 시절

### 롯데 자이언츠시절
2020년에 제이콥 윌슨을 대체할 외국인 타자로 영입되었다. 카림 가르시아 이후 역대 2번째 외국인 올스타 최다 투표를 받았다.

## 미국 프로야구 복귀
2022년에 시카고 컵스와 마이너 계약을 했다.